# 段正元
段正元（1864年—1940年1月26日），原名德新，道号正元（取“天元正午，道集大成”之意）。四川威远县望集乡堰沟坝（现镇西镇红林村）人。道德学社创始人。道德学家。

## 生平
段正元15岁时，因为母亲生重病而求医，遇到81岁的龙元祖。龙元祖开了一副汤药，使段正元的母亲痊愈。段正元想跟龙元祖学医，但龙元祖却劝段正元学道。段正元便随龙元祖到四川青城山、峨眉山学道。1909年，段正元启程赴北京，于1910年4月到达北京。在北京他遇到了刚刚自日本留学归国，正在民政部工作的杨献廷。杨献廷拜段正元为师。1911 年，段正元携杨献廷回四川。
中华民国成立后，1912年春，段正元、杨献廷在成都创办人伦道德会。该会宗旨为提倡伦理、扶持人道。该会供奉孔子牌位，每周六由段正元开讲三纲、五伦、八德。曾有倡导新思想的学者到该会同段正元进行辩论，但这没有阻止段正元继续办会。由于听众不断增进，段正元演讲了123周。演讲记录后来被编为《大成礼拜杂志》、《圣道发凡》、《外王刍谈录》等书。
1914年夏，他携杨献廷等弟子再度赴北京。1915年冬，国会议员陈景南拜段正元为师。此后，陆军总长王士珍、内务总长孙洪伊、步军统领江朝宗、警察总长吴炳湘等先后拜段正元为师。其间，段正元和弟子在北京扁担胡同成立“道德研究会”，并筹建道德学社。
1916年腊月初八，北京道德学社成立，社址在西单头条六号。社长为王士珍，社师为段正元。入社人士多为当时的军政要人以及留学日本归国者。开社时，段正元发表演说，宣讲道德的含义和作用，及道德学社的宗旨。道德学社的宗旨是“阐扬孔子大道，实行人道贞义，提倡世界大同，希望天下太平”。该社建立后，段正元每星期日发表公开演讲，办社经费由弟子自由捐助，不花政府的钱。该社还大量出版由段正元宣讲编成的书刊，弘扬道德。道德学社成立后不久，中国各地如南京、上海、杭州、汉口、徐州、保定、天津、奉天、荥阳、随县等地成立了道德学社分社。段正元经常到各地讲学。1918年农历冬至，段正元在第一次开说大法典礼上，被弟子尊为“师尊”，此称号后来成为对段正元的尊称。
1919年，段正元预知直皖战争之胜负，并会见美国教士何乐意，挪威牧师马可。1920年他开讲《万教丹经》、《大同元音》、《老子经》、《居易俟命》、《乐教》等书。1921年湖北督军王占元欲请段正元到武昌成立道德学社分社，段正元知其居心不良，没有同意，同年讲《道德和平》。
1922年春，段正元去南京、汉口、杭州等地讲道，在汉口会晤湖北督军萧耀南，在杭州会晤浙江督军卢永祥。夏，应东北四省慈善总会之请去朝阳讲道九日，讲成《道善》一书。回北京后讲《黄中通理》、《自在元音》。校阅弟子李普元所著之《性命之南》。
1923年，当时社会上散有传单，言八月十五人类将有大灾难，火不能燃，水不能饮，屋不能住等等。段正元断言决无此事，八月十五日果然平安无事。同年德国汉学家卫礼贤（当时任职与德国驻华使馆）拜段正元为师。
1924年，会见吴佩孚，美国教士李佳白，英国学者伯特兰·罗素。
1930年湖南危急，省主席何健恳请段正元赴长沙。段正元教以“政者正也，子率以正，孰敢不正”。段正元在长沙期间战局缓解，何健持弟子礼。同年会晤蒋介石。
1931年早春，段正元应何应钦恳请赴南昌以化解危困，何应钦拜门执弟子礼，并焚表拜天，愿立志宏道救世，不久南丰解围。同年夏，汉口洪水，形势危机，段正元应湖北之请解救。
1932年上海局势紧张。何应钦向段正元叩问休咎。段正元回答“冬至节后三十六日内如在政治上有良好办法不但此一隅无事亦可缓解全局。否则，过此三十六日当有一场混战。然而，此混战亦可坚持三十六日。在此期间仍无良策则难言矣”，事后一切果如段正元所说。同年《申集大成》完成。
1933年华北形势严重，何应钦北上坐镇，问对付之策。段正元告以不必惊慌，四月二十八日(旧历)后自有转机，端阳节前可完全解决，其后果如其言。同年日本人小山贞枝、阪西栗八郎拜段正元为师。
1934年段正元应江浙一带官绅之请祷雨成功，得到各界钦佩，上海知名人士王一亭等筹备发起“阐扬孔子大同贞义，祈祷世界和平大会”，联合中外三十余国朝野名流，公请段正元。出《祈祷世界和平通启》、《笃恭新新经》、《克己自罪书》等书。同年弟子上“笃恭”尊号。
1937年段正元应弟子顾祝同之请前往陕西祷雨。同年北平市市长秦德纯拜段正元为师。段正元于五月二十九日(旧历，即7月7日)于《中和报》发表退隐声明。子夜，芦沟桥事变。段正元退居万寿山谐趣园。后办难民收容所。从此不穿绸衣，以恢复布衣之身。同年弟子上“太上元仁”尊号。
1938年段正元讲《人道本元》、《服从贞义》，作《元人渡人救世经》、《勤俭自强不息经》、《戊寅法语》等以教育弟子。同年春，因弟子杨守初、刘福清闹事，采取回避态度。五月初取道天津，经秦皇岛去沈阳、哈尔滨、长春等地，六月下旬回京。
1939年四月，为缓解水灾，段正元去天津十二天，同年作《元仁辑让求贤说明书》等书，意在凡身隐退。
1940年1月26日段正元在北京逝世，安厝于海淀善缘桥12号山庄。

## 会见吴佩孚
1924年正月（旧历）段正元应吴佩孚之请赴洛阳。告诫吴“武力不可持”，劝吴放弃以武力统一全国的野心，吴未采纳。会见详情如下：
夫子知吴使之意在武力统一中国，对其说：“一怒而安天下，古人有行之者，然用武力解决，纵一时之胜，民免而无耻。以其势所迫至畏威而不感德也。如能政德合一，约法数章，顺则同归一道，逆则先教而后战，畏其威感其德。如武王一怒而安天下之民，始无后患，否则必有后灾，故必须有善良之政治计划，否则徒事争雄，称强逞狠，则与为敌者众，胜败之数不可必也。”
吴使频频点头，称：“老先生之言行仿佛孔子，将来必有推重之时。”
夫子又道：“自古国家之治乱，均以当权者之措施为转移。古之尧舜即此国家，桀纣亦此国家，而治乱不同。民国十余年来，战祸频仍，循环不息，乱已极矣，乱极思治，天必特生造时势之大英雄，为斯世斯民，造安乐和平之生活。但无论何等英雄豪杰，独木难支，孤掌不鸣。试问后来之英雄豪杰其知识学问才能是否能比文武周公父子之贤圣？而文武周公尚须渭水访姜尚，吐握礼贤才，而后方能盛治天下。昔之项羽，气盖一时，终因不用范增而败亡，匹夫起家之刘邦，善用张良而成事。今民国以民为主体，尤必於民众之中选拔真人才，民权方有寄托。果真天下为公，选贤与能。不但可以造福国家，亦可保全个人名望，且可留名千载。果能如此，不过一个公心主事，反手之劳耳。”
吴使闻言，深为赞服，就治平之事多方求教。
二月初三，夫子一行回京，吴使亲送车站，对其部下说：“我们大家一同辅助段先生。 ”
夫子知其心中仍想以武力称雄。为使其猛醒，将数日来不曾直言的话，俟机低声对其说出：“你的兵不能打仗。”
语声虽低，对吴使来说如当头一棒，大吃一惊。
夫子又告：“兵不可恃。需明此理。兵对兵，将对将，互有胜负，不足为奇。需先拿点良心政治出来，方可一怒安天下。阁下须知，兵可一用，不可再用。请阁下三月到京会晤，届时将有良策助你。”言后握手告别，登车而去。
然而吴佩孚未遵夫子嘱咐，未在三月去北京拜见夫子。后来段正元回忆说：“前在甲子年，有一怒而安天下之时机，我本想成全他，教他三月内到北平见我，告以办法，届时竟不至。后到八月，伊往山海关督战，自己不来见我，命人问我战事胜败如何？我告以‘此行必败’。我本是当头捧喝，促其醒悟。不料，彼反大怒，以为兵多可恃，遂刚愎自用，愤气不服，结果一败涂地，不可收拾。”
又说：“……后到北京，请我吃饭。我想，他受如此之挫折，决不至于不知回头，孰料宴会之上，见其言行动作，仍然丝毫未改，且对人表面恭维，内怀傲慢，我当察其神识，如花已谢，枝干枯槁，无复可救。论伊是军阀中之好人，我总想成全他。不意他不作正事，反信乩坛……”
又说：“如吴某，初时，我硬是想助他成功，借水行舟，以救天下之人。无奈他自恃心太甚，骄矜刚愎，以致失败。”在谈起吴使请他吃饭时，说道：“其陪席者，皆是他亲信之人，我想藉此机缘开其茅塞，或可挽救于万一，席间有人问我作过何事，我说曾入山林修过道，明过心见过性。众人甚是惊讶，愿闻详细，他在旁插言他事，喋喋不休，似乎怕我占他上风。将我欲成全他之一腔热血付诸东流。英雄不识我之用意，无怪难以成事也。往昔，我曾批评孔明，既得刘备之知遇，何必以权威压制关张。今方知，对英雄，不如是，不足以驾驭而使其听从驱策也。”
后又叹道：“……其虽是英雄似有扫除东南西北之威力，奈其不知天命，自以为是，虽有爱国爱民之心，而无爱国爱民之学问。诚可叹也。”
又说：“……甲子年遇一人有一怒而安天下之机，伊初请我时，亦颇致敬尽礼，我为救天下苍生计，欲渡他同登道岸，当告以兵可备，不可恃，即万不得已而用之，只可一用不可再用。临行时，伊送我犹依依不舍，我嘱伊三月内来见我，我有和平政治办法。伊并不警觉，至八月间，战事发生（第二次直奉战争），伊往督战，派人问我战事如何，我说必败。此本是当头喝捧欲醒其迷梦。然伊闻之其心不服。以为有兵力可持，从未打过败仗，遂刚愎自用。曰：打了胜仗回来再见。孰知不幸言中，此战一败涂地不可收拾。亦将我一片救世之心付之东流。非我不尽人事也。天意使然，我亦莫可如何耳。”

## 会见蒋介石
1930年冬天段正元在南京会晤蒋介石，两日会谈三次，劝蒋以“谦让和平”之法安定内外，并提出具体方案。蒋介石虽然表示赞成，终未实行。会见过程如下：
“甲子年遇有一怒而安天下之人（吴佩孚），曾亲至洛阳，启迪开导，因不听话未能办到。庚午年又遇可以一笑而安天下之人（蒋介石），到南京后，两日晤面三次，每次叙谈我总是勤勤恳恳相机启沃，或法语之言或巽与之言，真是面面俱到，一说两、三点钟之久……”
夫子对蒋介石说：“尔天命在躬，大权在握，想如何办即如何办。比如一只轮船，尔在掌舵，或东或西，随意行之。但‘惟命不于常，道善则得之，不善则失之’。得失关头，不可不慎，亦如船之掌舵人，向平安方向驶则平安，向危险方向驶则危险。你究竟愿意和平解决还是武力解决?”
蒋答：愿意和平解决。
夫子道：“如此甚好，从天象看，现在的气化尚在酝酿之中，要到明年（民国二十年）二、三月份方成定局，在此期间，正好谋为。人力尚可转移。倘若气数已定，则无能为力矣。” 
蒋介石问：“天命有变否?”
夫子答：“天命要视人事所为，人事不善，天命自会失去。”
蒋介石一再表示愿和平解决。
夫子道：“你果真愿意和平解决，我送你四个字，保证你圆满解决”。
蒋问哪四个字。
夫子道：“‘谦让和平’，足矣。”
蒋又问具体办法。
夫子道：“只要你真正愿本此四个字去做，修道人一不要官，二不要名，助你成功。”
蒋当即说，请段先生直言教我。
夫子道：“真正谦让和平，事情就好办了。你只需请三次客，通三次电，即可解决。第一次请客你对大家说：‘眼下国事繁浩，自觉精疲力竭，重任难负，请大家另选高明，担负国家民族重担。我个人卸下万斤重担以后，当退隐林泉，追随某人学道，遍游名山陶冶性情以颐养天年。倘若悟道有得，以在野之身，贡献谋略，以尽国民一份子之责。”你如此表示退让，即使平时想夺你地位者 ，反过来会对你表示拥护挽留，这是第一次请客。自然都是高层人物。然后，第二次请客，仍如是说。彼等必更为惊讶，必然竭诚挽留。第三次再请下级。最后通电各省。包你一个月后各方纷纷来电一致拥戴，倾心呼吁，以国事为重，勿萌退志。越谦让越尊贵，至时，乃向大家宣言要改除不良政治。包你一月统一中国、三月协和万邦，一笑而天下平。君自然成英雄中之圣者，流芳万世矣。”
后来一次会晤，夫子与之讲“大学、中庸，他当时全体领受，并倾心敬听，非常悦服。”尔后，并将夫子所讲内容作为他的学问向他的属下宣讲。然而，“谁知谈到精微过拗之处，他神识皆变，承受不起道阳，卒至不能履行，虽因他福命太小，不能流芳万世，亦是人民灾难未满也。” 
后来段正元又回忆说：“上年南京要人与我面谈，我对伊讲大学，伊闻后深为佩服，并常转述于人，惟惜福命浅薄，不能承受道阳，空言无补实际耳。”
段正元弟子所著的《大同要义》也有记载：十九年，师尊至上海，某当道请往南京，叩询国事，师尊云：只用“谦让和平”四字心法，不以兵车，一月可以统一中国，三月可以协和万邦。乃某当道元气太薄，承受不起，国家遂渐趋纷乱。次年江西事变，伊亲往征剿。师尊复命某弟子当面告伊言：兹事不易，必须政治有办法，方可解决，若徒恃武力，势将不可收拾。伊曰：“已知段先生是预言家，我们仍照一定办法去做。”卒使西南各省靡烂不堪。
《师道为文化之本元》一书也有记载：“民国十九年冬，南京最高当局请师莅宁叩问国事大方针，两日会谈三次。师尊告以大学、中庸、内圣外王，修齐治平全体大用，一贯之仁心仁政，不用兵车，一笑而天下平，只要推诚相待，用‘谦让和平’四字，一月可以统一中国，三月可以协和万邦，奈未实行，枉费师尊一片心血，失却良好机会。”

## 比较儒家与基督教
1919年秋，有美国教士何乐意（译音）专程由来北京拜会。他是段正元接待的第一位外籍人士。
何乐意见道德学社礼堂上方有“惟皇上帝”之横匾，遂以此请教，二人问答如下：
问：欧美发扬道德，以耶稣为宗，上帝为主，中华发扬道德，向来儒释道三教各有宗主，贵社所讲道德，究以何者为宗主耶?
答：教中各分宗主，乃各教圣人因时因人之说法，非大道真谛也，真正大道。无种族国界教派之分，试问释迦发愿普渡，孔子有志大同，耶稣博爱人群，有何界域，有何宗派?故我今所讲实行道德亦与古来大圣人之志愿相同，而不分种族、国界、教派，并不僻诸教，择其善者而从之，其不善者而改之。以三教合源万教归一为宗。以集万教大成，开万世太平为主。不过诸教之中，惟儒教踏实认真，最尚实行又最能实行。凡能言能行者皆儒也，例如耶教所言仇将恩报，确系神圣的道话。以此存心则可，以此为人处世则行不通，试问，有人打毁教堂，如耶稣弟子不但不向其索取赔偿，反倒报之以恩，则世人可每日以打毁教堂为生计耳。如此，恐天地间无耶稣立足之地矣。可见其言不能行之于天下。而儒教则以直报怨，以德报德，何等公允，何等普通。无论何人奉行决无弊端。故我供奉孔子，重在能实行也。
问：敢问先生，既以儒教为宗，何亦供奉上帝耶?
答：上帝非耶教所创耳，中华自唐虞三代即有此尊称，如虞舜之“肆类於上帝”，大禹之“昭事上帝”，成汤之“惟皇上帝，”诗云“皇矣上帝，临下有赫”，“上帝是依，上帝临汝”，武王云：“天佑下民，作之君，作之师，惟其克相上帝。”孔子云：“郊社之礼，可以事上帝。”孟子云：“虽有恶人斋戒沐浴则可以事上帝。”皆是也。特后人数典忘祖，习焉不察，不知“昭为上帝”之真礼，故不觉少见多怪耳。
问：中国、外国皆云上帝，究竟上帝是一是二?
答：同此天地即同此上帝，中外虽分，上帝则一。上帝者肇造天地人物之真主宰也，无论天地之中，天地之外，诸天诸地上帝俱在，固非一物之上帝，实万物之上帝，非一人之上帝，实万人之上帝，非一国一教之上帝，实万国万教之上帝。耶教牧师中，宣言上帝为其独有，未免所见不广也。
问：上帝既为中外人人所共主，何中国佛道二教不言上帝耶?
答：凡是宗教，无有不尊奉上帝者。不过各国宗教名称土音不一，称呼不一，佛家尊奉如来，即是尊奉上帝也。如人称父母，有称爹娘者，有称爸爸妈妈者，称呼不同，实则一也。各教同尊上帝，其理亦然。
问：中国儒释道三教，既是同尊上帝，何以宋代儒学家犹闭佛老，独尊儒教，岂其未明上帝真相欤?
答：万教同归上帝，为有教无类之不二法门，中国儒释道三教，即不啻上帝之精气神三宝，故曰三教同源。但三教中惟儒教能说得出，做得到，可以统括万教，独惜孟子以后，通天地人真儒之道失传，宋儒所学仅能发明孔子之文章，不过得儒教之一端，为善人，为理学，其实真儒之道尚未知之。不明真儒之道者，自不能明白上帝之真相。此所以终身陷入理障，致有以儒而闭佛老之误也。
问：理学道学其有异乎?
答：理学者，圣人之文章，日用伦常之守法，由士希贤之学也。道学者，性与天道一贯之传也。故，道为理之体，理为道之用。明体达用，方知孔门传授心法是三教合源，万教同归上帝之真道也。否则，以理自拘，谨守日用伦常。“善人为邦百年可以胜残去杀”，较之“期月而已三年有成”之大道，则犹升堂而未入室耳。
问：万教既同为上帝之真道，则各教俱当祷告上帝耶?
答：诚然。故孟子云：“虽有恶人斋戒沐浴，则可以事上帝。”孔子云：“丘之祷久矣”。然祷者在平时不在临时，在存心作事，不在拜跪形式。否则，存心不正，作事不端，获罪于天，无所祷也。
问：祷告上帝可以赦罪赐福，其理真否?
答：其理甚真，然仍在人之心行何如耳。若人存心作事，谨守本来之真良心，不忘上帝之大仁慈，举凡一切恶念邪心，扫除尽净。诸恶不作，众善奉行。自然自天佑之，吉无不利，皇天不加悔罪人。《诗》云：“惟此文王，小心翼翼，昭事上帝，聿怀多福。”此之谓也。
问：上帝为天地人物真主宰，万教皆同一上帝，故昭事上帝，即可聿怀多福，然则敬爱上帝之外，是否可以不敬天地与圣贤仙佛，祖宗父母耶?
答：不可也。天地乃上帝之形体，有天地方能见上帝之功用。如人有身，然后心之虚灵方有实用。故敬天地，即敬上帝也。圣贤仙佛，代上帝立言宣化，是敬圣贤仙佛即敬上帝也，祖宗父母，代上帝生育教养，是敬父母即敬上帝也。岂可举一而废百哉。

## 主要著作[12]
1. 遗训

## 备注

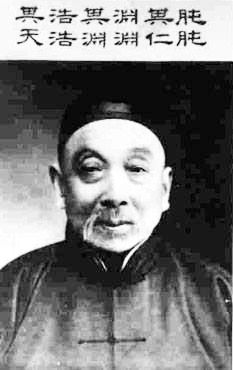
题图文字为“肫肫其仁，渊渊其渊，浩浩其天”

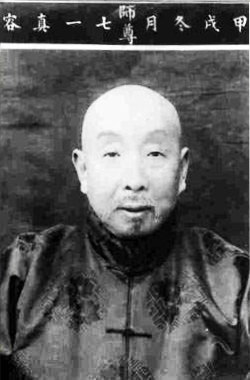
题图文字为“甲戌冬月师尊七一真容”。甲戌年即1934年

1. ↑  生于清朝同治三年四月初一辰时[1]。